# Friedrich von Furtenbach
Friedrich Karl Wilhelm von Furtenbach (* 28. September 1852 in Nürnberg; † November 1918) war ein bayerischer Offizier und Militärschriftsteller.

## Leben

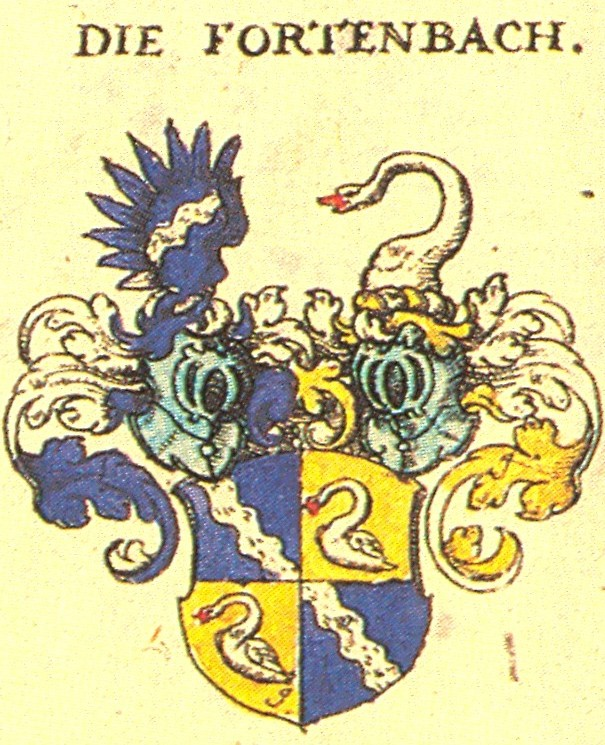
Wappen der Familie in Johann Siebmachers Wappenbuch von 1605

### Herkunft und Familie
Furtenbach gehörte der ehemaligen gerichtsfähigen Nürnberger Familie Furtenbach an, die sich nach ihrem Besitzgut Reichenschwand von 1531 bis Anfang 19. Jahrhundert auch von Furtenbach auf Reichenschwand nannte. Sein Vater war der königliche Oberamtsrichter Karl von Furtenbach (1812–1891), seine Mutter war Karoline Freiin Haller von Hallerstein (1821–1861), Tochter des Nürnberger Magistratsrats Christoph Hans Joachim Freiherr Haller von Hallerstein (1790–1841) und der Emilie Freiin Schenk von Dippen (Freiin von Schenck-Dippen; 1790–1856).

### Karriere
Furtenbach besuchte 1861 die erste Klasse der königlichen Lateinschule in Bad Windsheim, trat aber an Pfingsten aus. Nachfolgend besuchte er die Königliche Studienanstalt in Nürnberg. Er beteiligte sich an den Kampfhandlungen im Deutsch-Französischen Kriege und wurde Anfang 1871 mit dem Eisernen Kreuz II. Klasse ausgezeichnet. Bis dahin war er Gemeiner (später Jäger) im 6. Jäger-Bataillon der bayerischen Armee. 1873 wurde er als Unteroffizier im 6. Jäger-Bataillon des Königlich Bayerischen 8. Infanterie-Regiment „Großherzog Friedrich II. von Baden“ unter Generalmajor Siegmund von Pranckh zum Fähnrich befördert. Am 16. November 1875 wurde er zum Sekondeleutnant befördert. 1878 wurde er Bataillons-Adjutant.
Bis 1891 erreichte er den Rang eines Hauptmann und diente als Kompaniechef.
Am 12. August 1898 erhielt er das Patent zum Major und trat nachfolgend aus der Armee aus. Er wirkte auch als Schriftführer des Verein Eisernes Kreuz in Bayern, der unter anderem Generalmajor Maximilian von Mauchenheim genannt Bechtolsheim als Vorsitzender angehörte. Bis zu seinem Tode erhielt er noch die Beförderung zum Oberstleutnant und wurde bis dahin noch mit der Kriegsgedenkmünze 1870/71 aus Bronze, der Jubiläums-Medaille, dem Dienstauszeichnungs-Kreuz II. Klasse und der preußischen Erinnerungsmedaille ausgezeichnet.

## Schriften
- Die rats- und gerichtsfähigen Familien der vormaligen Freien Reichsstadt Nürnberg im bayerischen Offizierskorps seit 1866. Abgeschlossen am 31. Mai 1906. J. L. Schrag, 1906
- Krieg gegen Rußland und russische Gefangenschaft. Aufzeichnungen des Oberleutnants Friedrich von Furtenbach aus den Jahren 1812 bis 1813. Nachgesehen durch Anmerkungen erläutert und mit einem Vorwort eingeführt von Friedrich von Furtenbach. U. E. Sebald, 1912
- Die Generale des Bayerischen Heeres im Feldzuge gegen Rußland 1812/13 : in kurzen Lebensabrissen zusammengestellt. 1912